# 노르마 알레안드로
노르마 알레안드로(Norma Aleandro, 1936년 5월 2일 ~ )는 아르헨티나의 배우, 극작가, 영화 감독이다.

## 출연 작품
- 노마 알렌드로, 엘 부엘로 드 라 마리포사 (2020)
- 베나비데즈스 케이스 (2016)
- 디 아더스 미러 (2015)
- En terapia (2013)
- 올인 (2012)
- 파코 (2009)
- 뮤직 온 홀드 (2009)
- 아니타 (2009)
- 앤드레스 더즌트 원트 투 테이크 어 냅 (2009)
- 더 시티 오브 유어 파이널 데스티네이션 (2009)
- 러브 인 메이드 (2004)
- 온리 휴먼 (2004)
- 신부의 아들 (2001)
- 작별 (1998)
- 가을의 태양 (1996)
- 원 맨스 워 (1991)
- 인턴 X (1990)
- 밀애 (1989)
- 가비의 기적 (1987)
- 오피셜 스토리 (1985)
- 세븐 매드맨 (1973)